# 筑西市立下館中学校
筑西市立下館中学校（ちくせいしりつ しもだてちゅうがっこう）は、茨城県筑西市岡芹にある公立中学校。

## 概要
筑西市の中心市街地である下館地区やその周辺を学区とする。通称は「下中」（しもちゅう）だが、隣接する下妻市の下妻中学校も「下中」と呼ばれるため、区別のために本校を「館中」(だてちゅう)、下妻中を「妻中」（つまちゅう）と呼び分けることがある。
生徒会活動などが活発なことで有名な学校である。
教育目標
力のある人間となれ
目指す学校像
- 明るい学校
- きれいな学校
- 楽しい学校

目指す教師像
- 生徒と共にある教師
- 自分を磨き続ける教師
- 学び合う教師

君を守り隊
学校内のいじめを撲滅することを目的に、1996年（平成8年）から行われている。各学年各クラスに存在し、君を守りたいクラス隊長が存在する。
下中しぐさ
マナーは心のオアシスワード
(はい、おはよう、ありがとう、失礼します、すみません、私がやります、どうぞ)
これらの言葉が沢山あふれる下館中学校にしましょう。が存在。
1・3・5運動
1分前着席、3分前入室、5分前移動　略して（1.3.5運動とされている）

## 沿革
- 1947年（昭和22年）4月 - 下館町立下館中学校として設立。
- 1951年（昭和26年）6月 - 下館町立下館第一中学校に改称。
- 1954年（昭和29年）3月15日 - 市制施行により下館市立下館第一中学校となる。
- 1966年（昭和41年）4月 - 市の条例改正により下館市立下館中学校に改称。
- 1967年（昭和42年）3月 - 体育館竣工。
- 1969年（昭和44年）7月 - プール完成。
- 1974年（昭和49年）10月 - 水と緑のまごころ国体（第29回国民体育大会）の剣道競技場となる。
- 1976年（昭和51年）7月 - 新校舎落成。
- 2004年（平成16年）9月 - テニスコート新設。
- 2005年（平成17年）3月28日 - 市町村合併により筑西市立下館中学校となる。
- 2014年（平成26年）2月1日 - 第1回いばらきっ子郷土検定県大会で優勝[4]。
- 2023年（令和5年）春 - 下館北中学校が廃校となり、本校に統合される。

## 施設
- A棟校舎（管理棟、3階建て）
- B棟校舎（普通教室棟、4階建て）
- アリアーレ (体育館)
- グラウンド
- テニスコート
- 卓球場
- 武道場
- プール
- 第2グラウンド

## 通学区
- 甲、乙、丙、みどり町（一丁目、二丁目）、菅谷、外塚、西谷貝、谷中、石原田、市野辺、金丸、横島、川澄、高島、稲野辺、小林、岡芹（一丁目、二丁目）、八丁台、直井の一部、下中山の一部、下岡崎の一部、一本松の一部、二木成の一部、中館の一部[5]

下館小学校・竹島小学校区の大半と、伊讃小学校区の東部にあたる。下館北中学校との統合後は、中小学校・河間小学校の各校区も含まれる予定。

## 学校行事
- 4月 - 始業式、入学式
- 5月 - 東京遠足、宿泊学習、修学旅行
- 7月 - 終業式
- 9月 - 運動会
- 10月 - 飛翔祭 (文化祭)
- 12月 - 終業式
- 1月 - 始業式
- 3月 - 3年生を送る会、卒業式、修了式

## 生徒会活動
- 生徒会本部

・会長(3学年から1名)
・副会長(3学年と2学年から1名ずつ)
・役員(前期:3学年と2学年から2名ずつ、後期:各学年から2名ずつ)

## 部活動
- 男子軟式野球部
- 女子ソフトボール部
- 男子サッカー部
- ソフトテニス部（男子・女子）
- バスケットボール部（男子・女子）
- バレーボール部（男子・女子）
- 卓球部（男子・女子）
- 剣道部（男子・女子）
- 柔道部（男子・女子）
- 美術部
- コンピュータ部
- 吹奏楽部

## 進路
市内の各高校のみならず、水戸市・桜川市岩瀬・結城市などの水戸線沿線、下妻市などの常総線沿線、小山市・佐野市など栃木県の各高校・高専にも進学する生徒がいる。

## 交通
- 真岡鐵道真岡線 下館二高前駅より徒歩約3分